# ماشین آب‌پاش

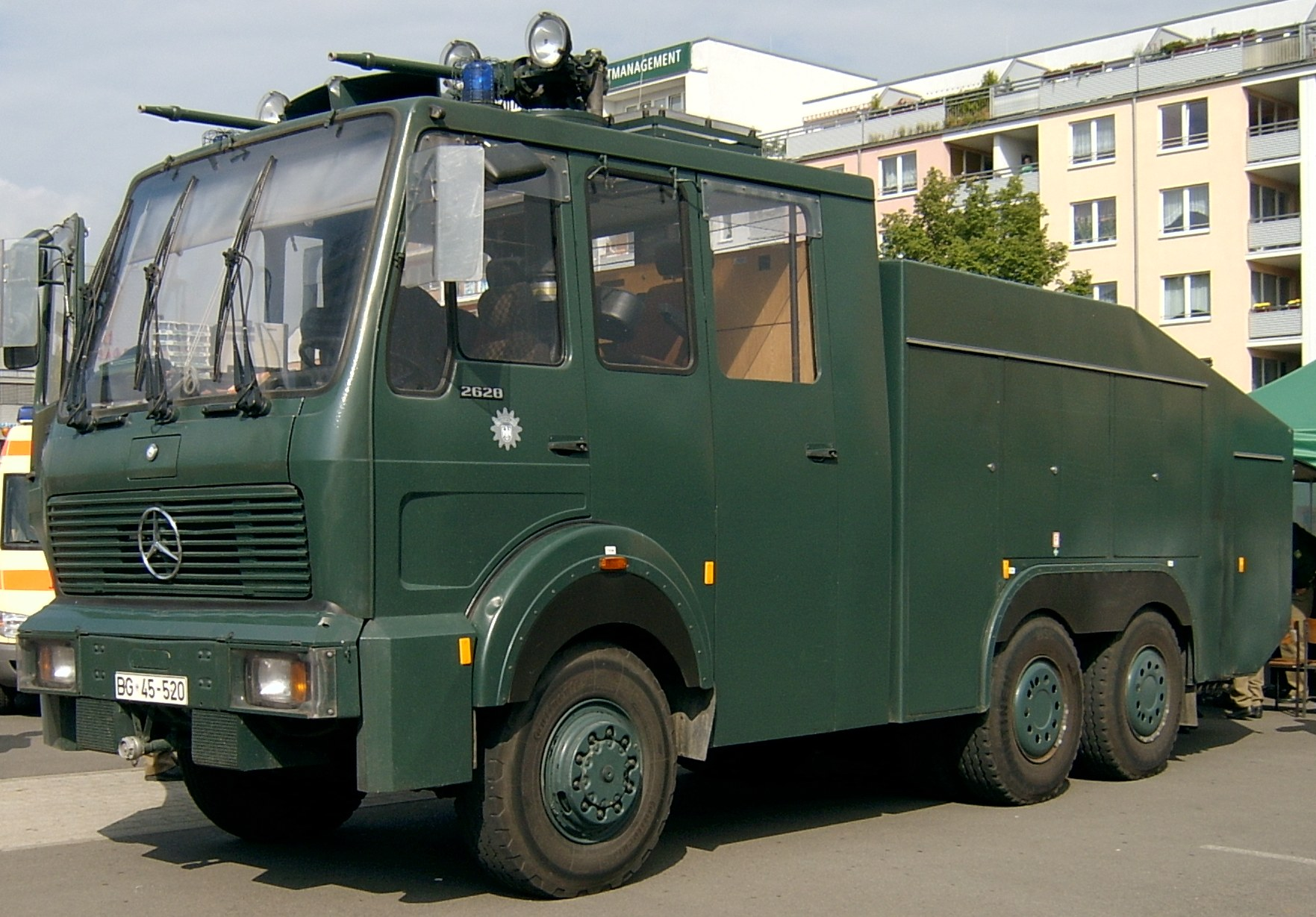

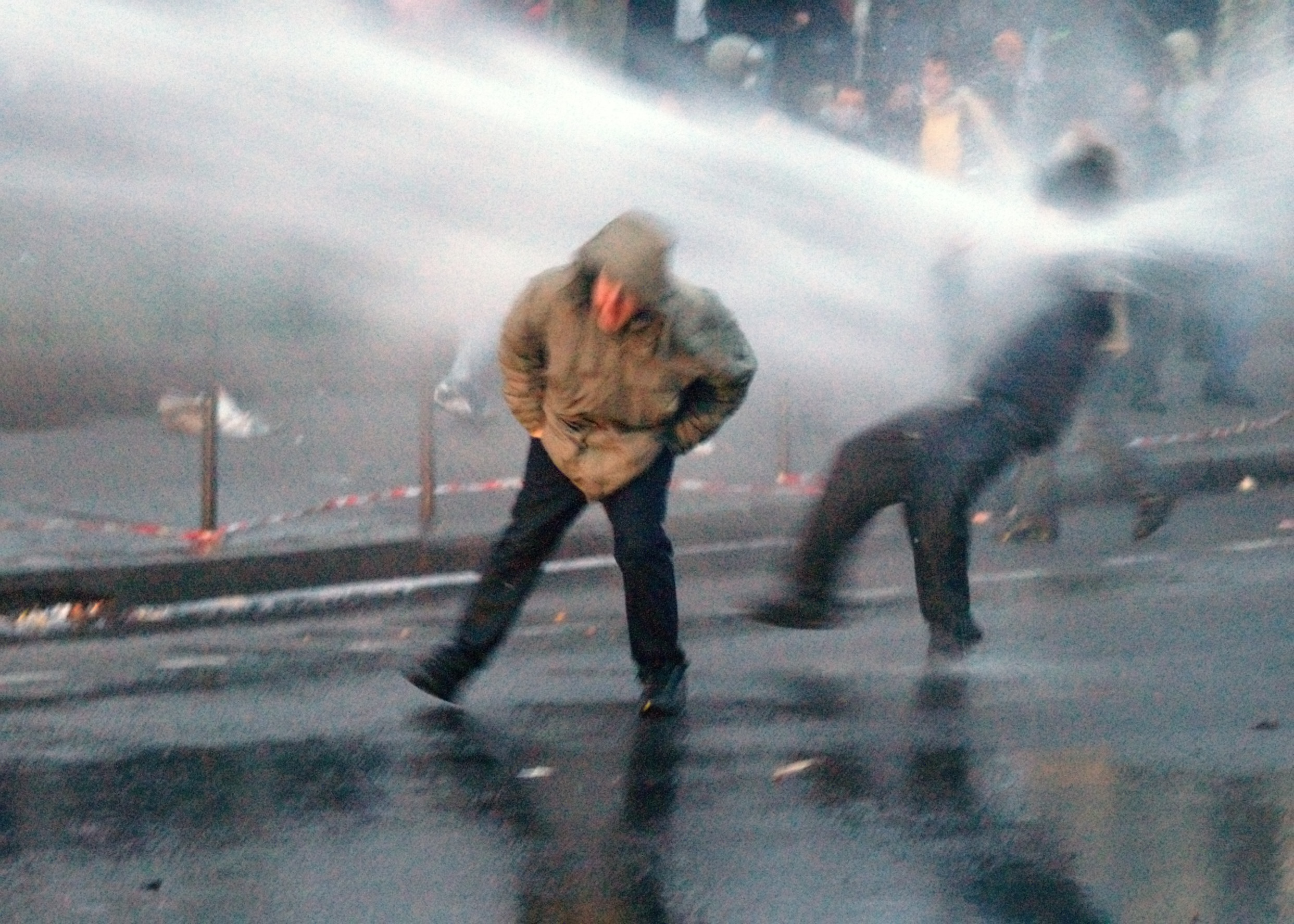

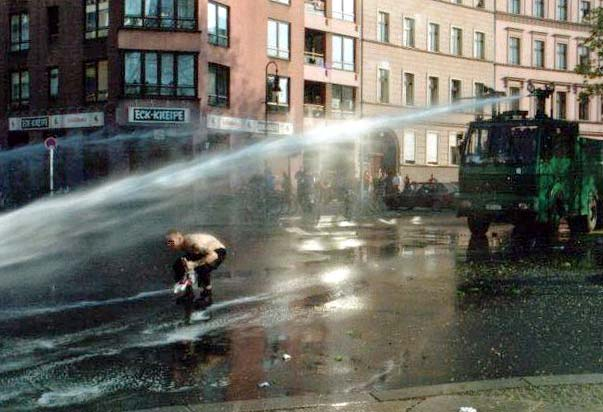
پاشیدن آب به مردم در تظاهرات سال ۲۰۰۱ آلمان

ماشین آب‌پاش، دستگاهی است که جریان پرشدت آب را به بیرون می‌فرستد و برای پراکندن تجمعات استفاده می‌شود. معمولاً ماشین‌های آب‌پاش می‌توانند حجم زیادی آب را اغلب تا ده‌ها متر برسانند. از آن‌ها در آتش‌نشانی و کنترل شورش استفاده می‌شود.

## نگارخانه

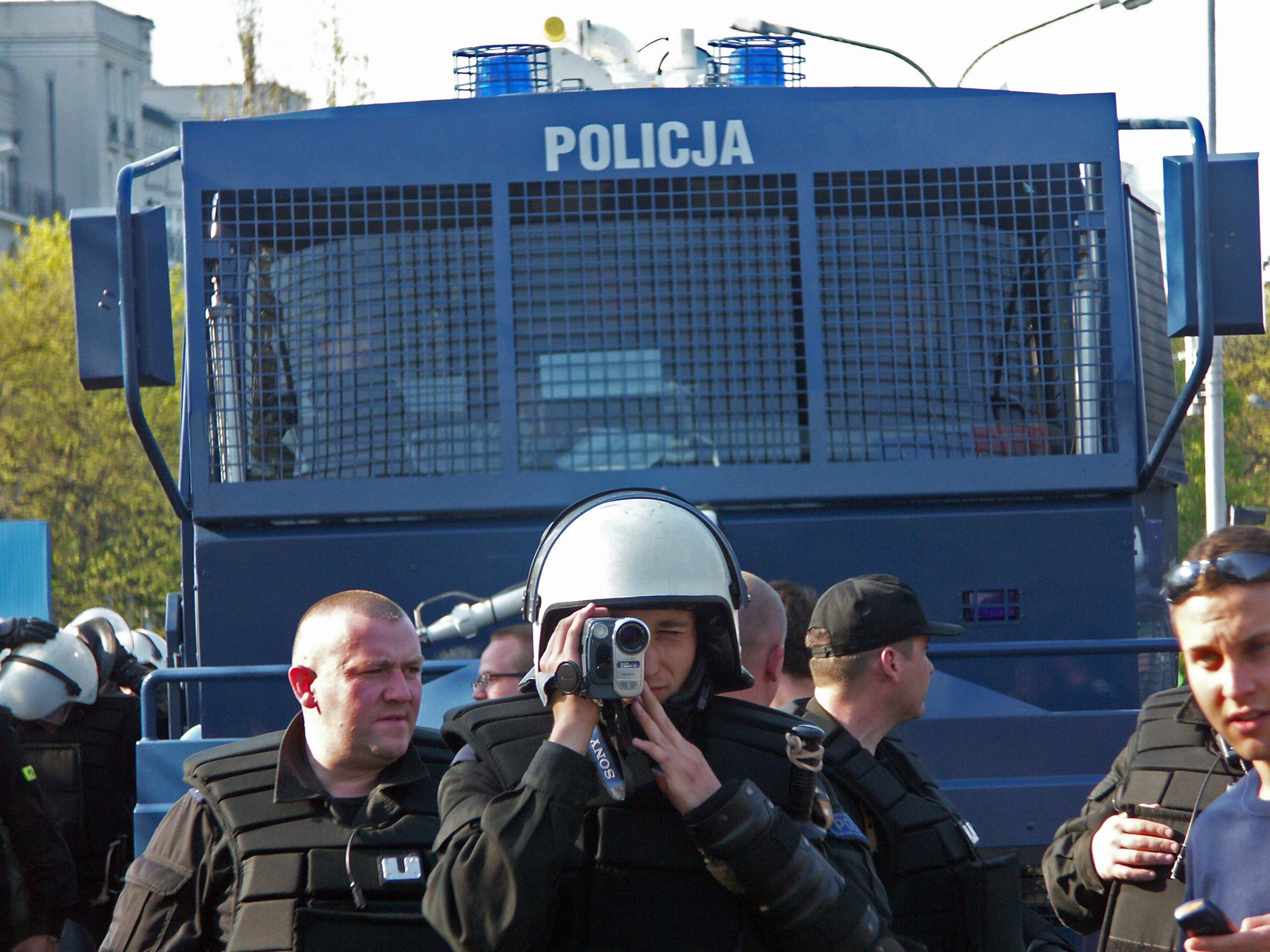
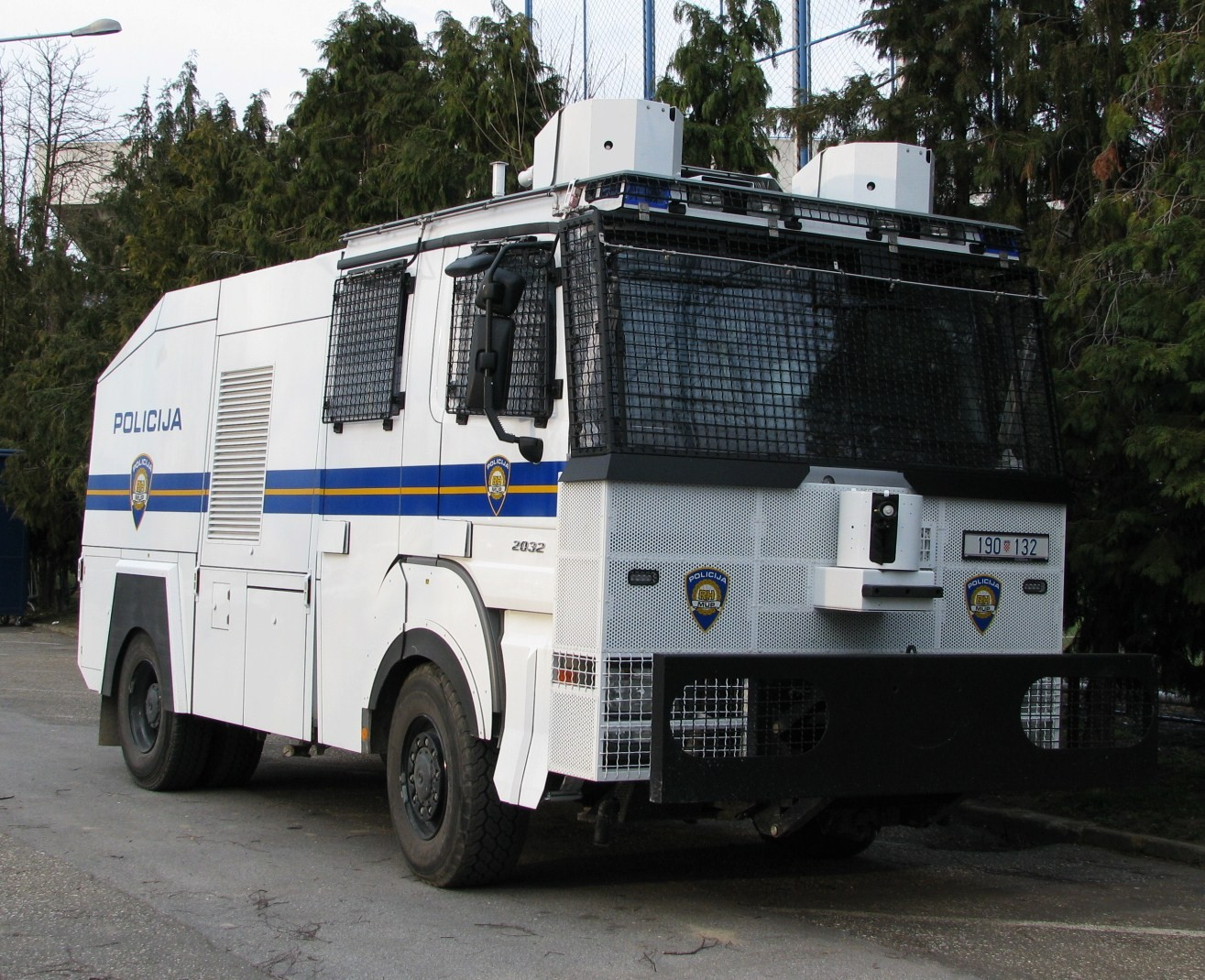
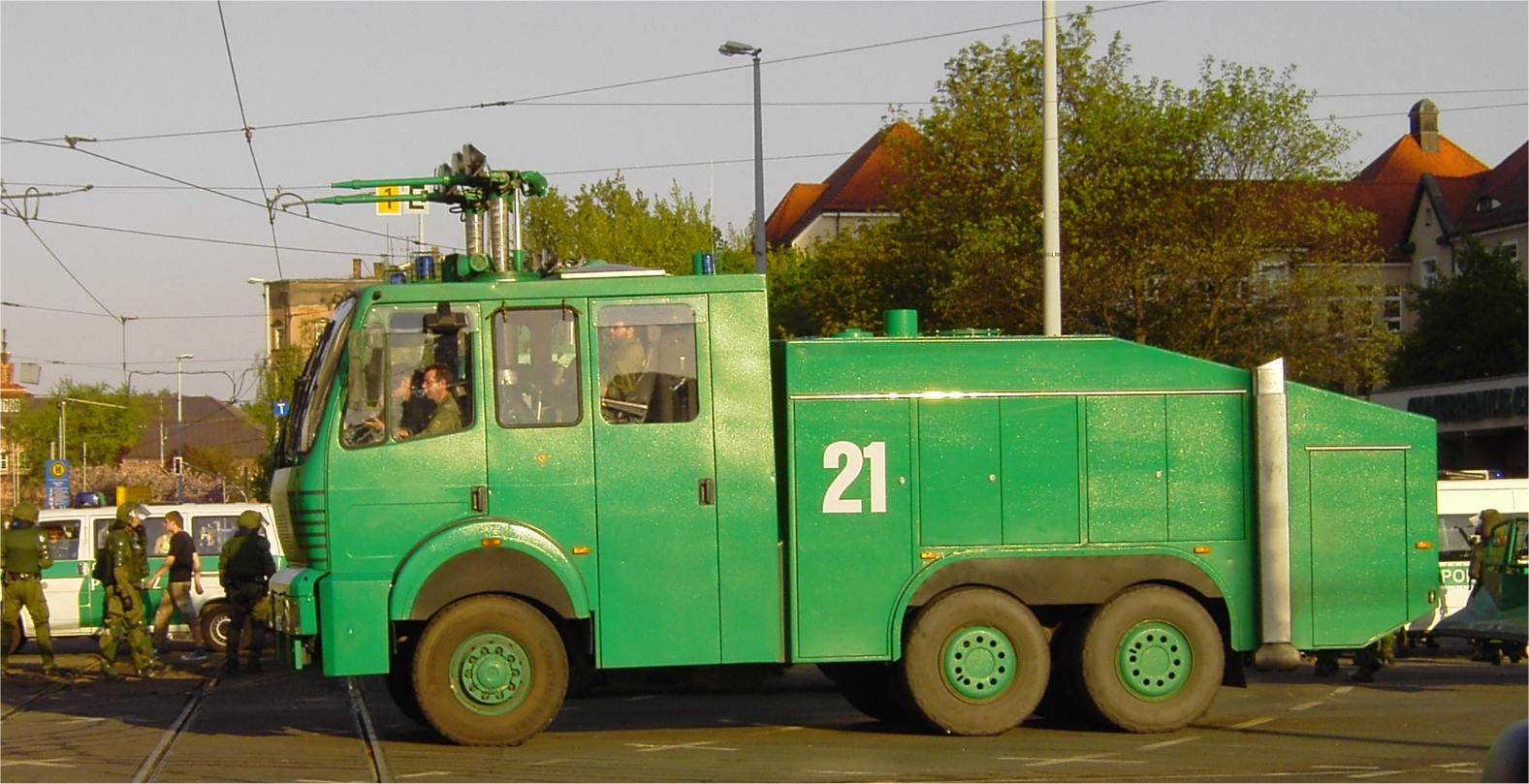
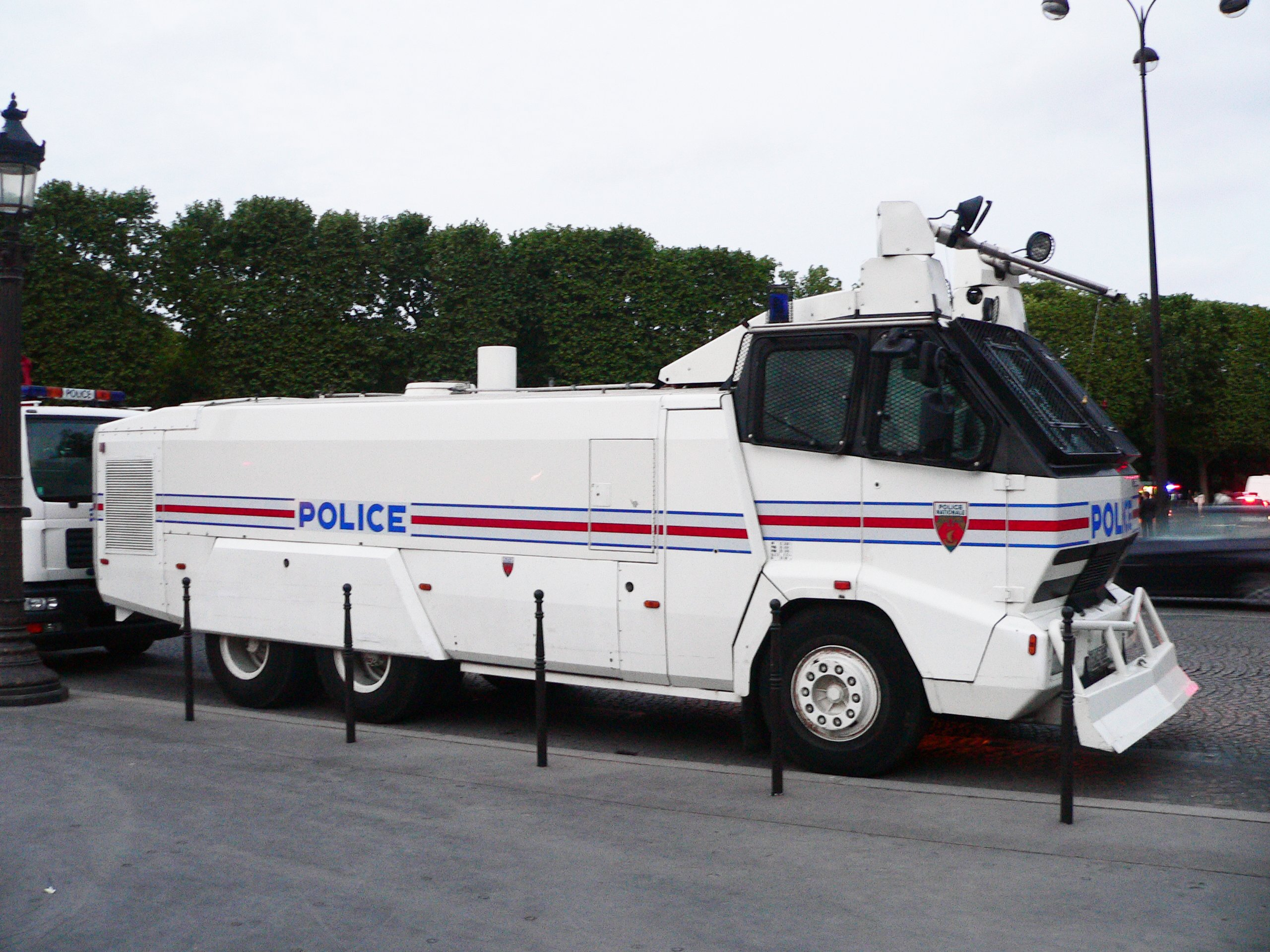
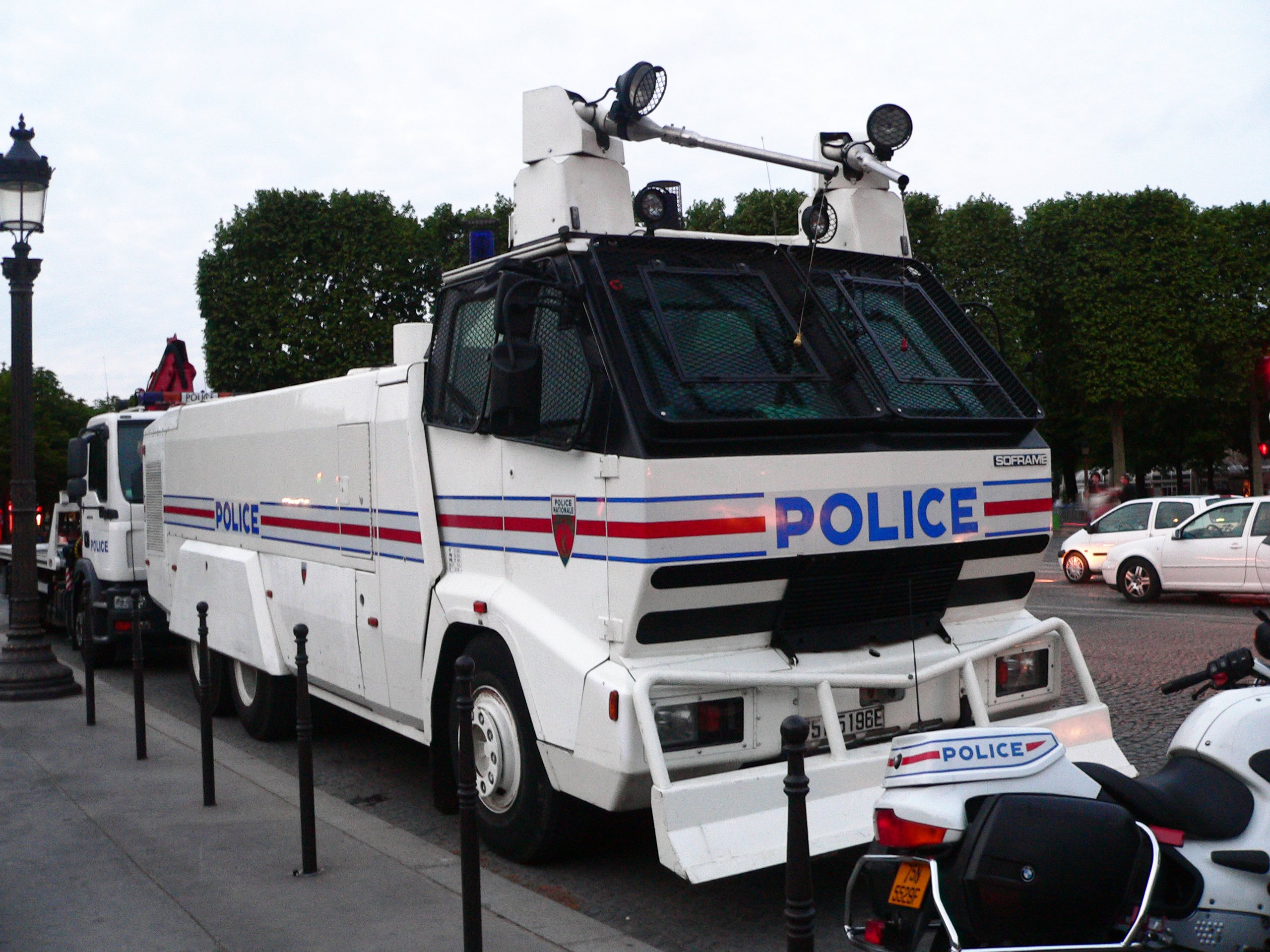
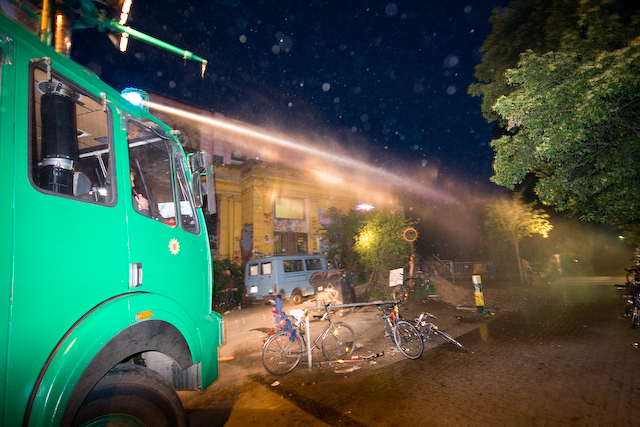
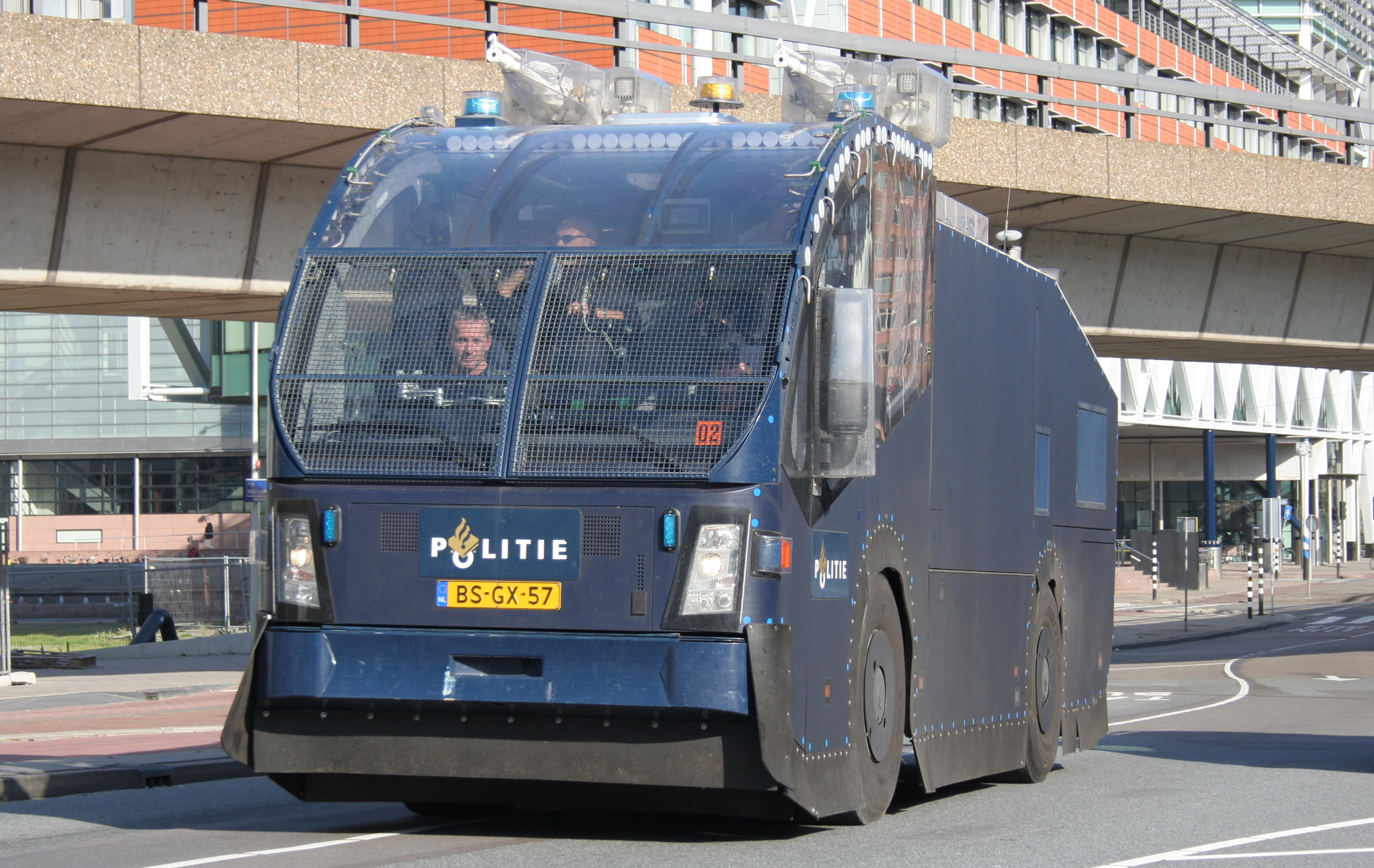
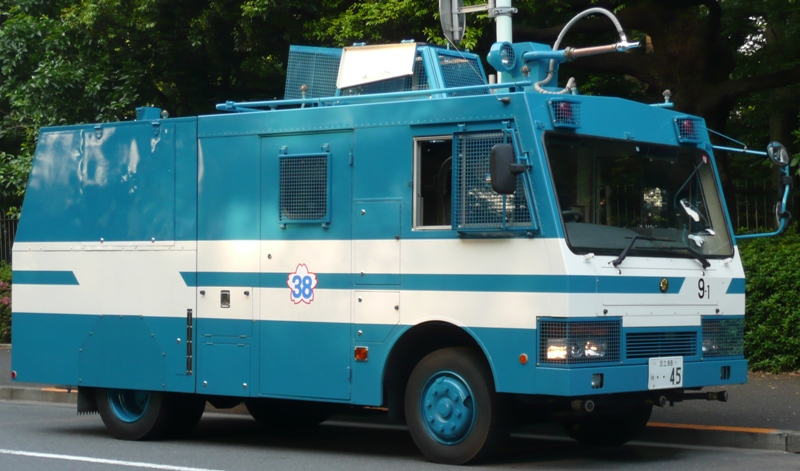
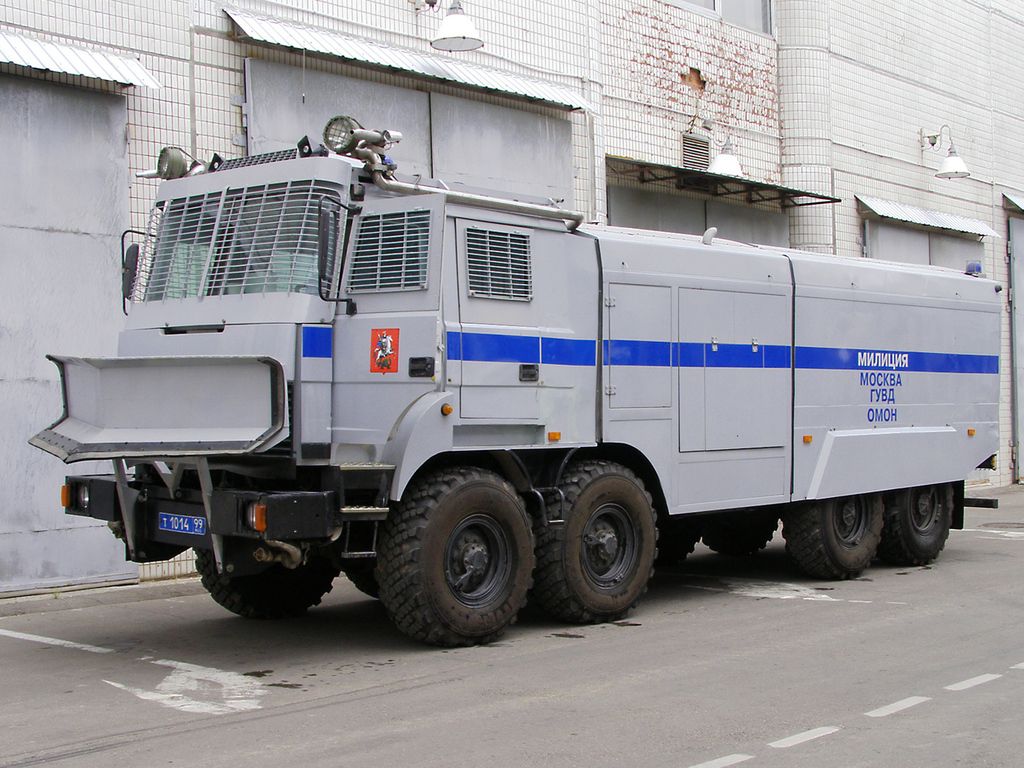
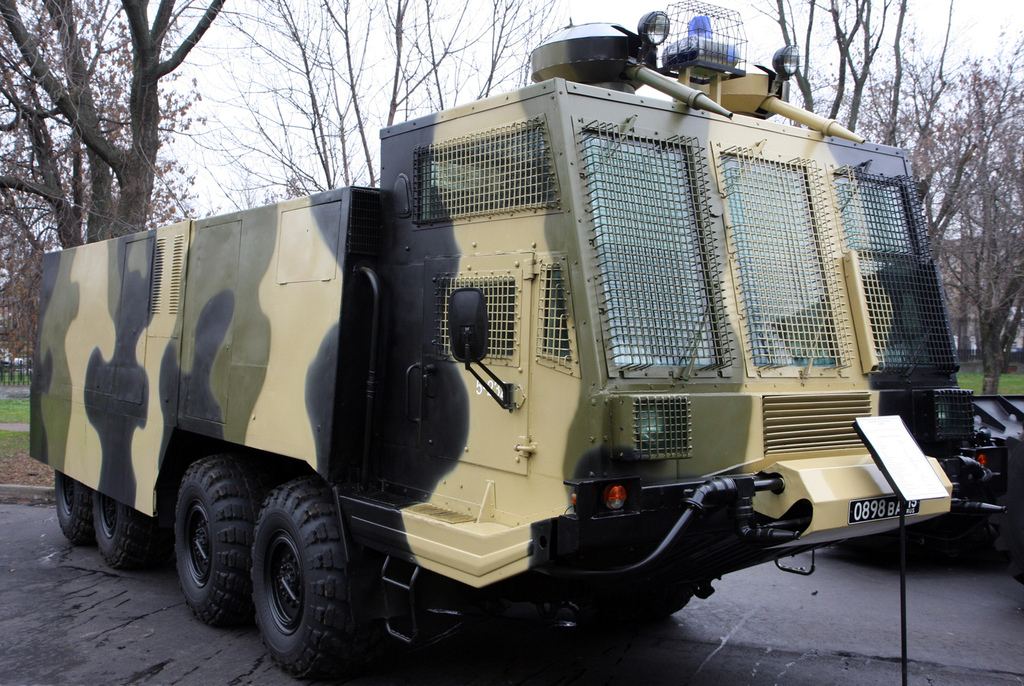
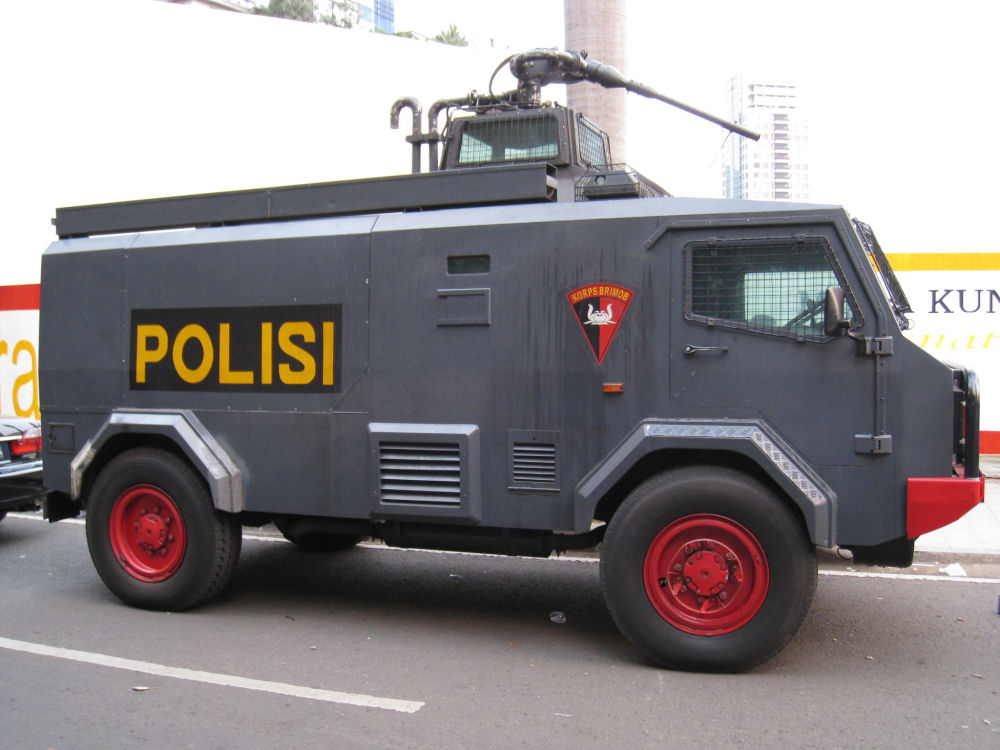
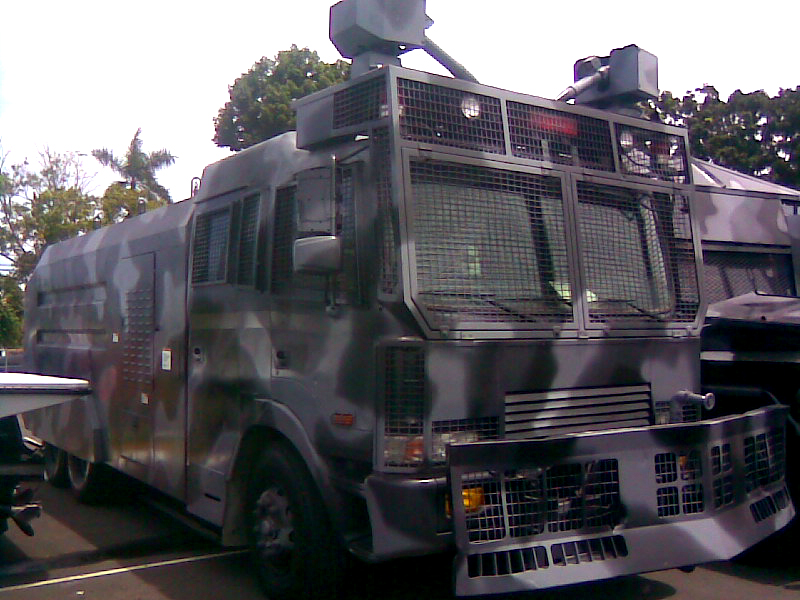
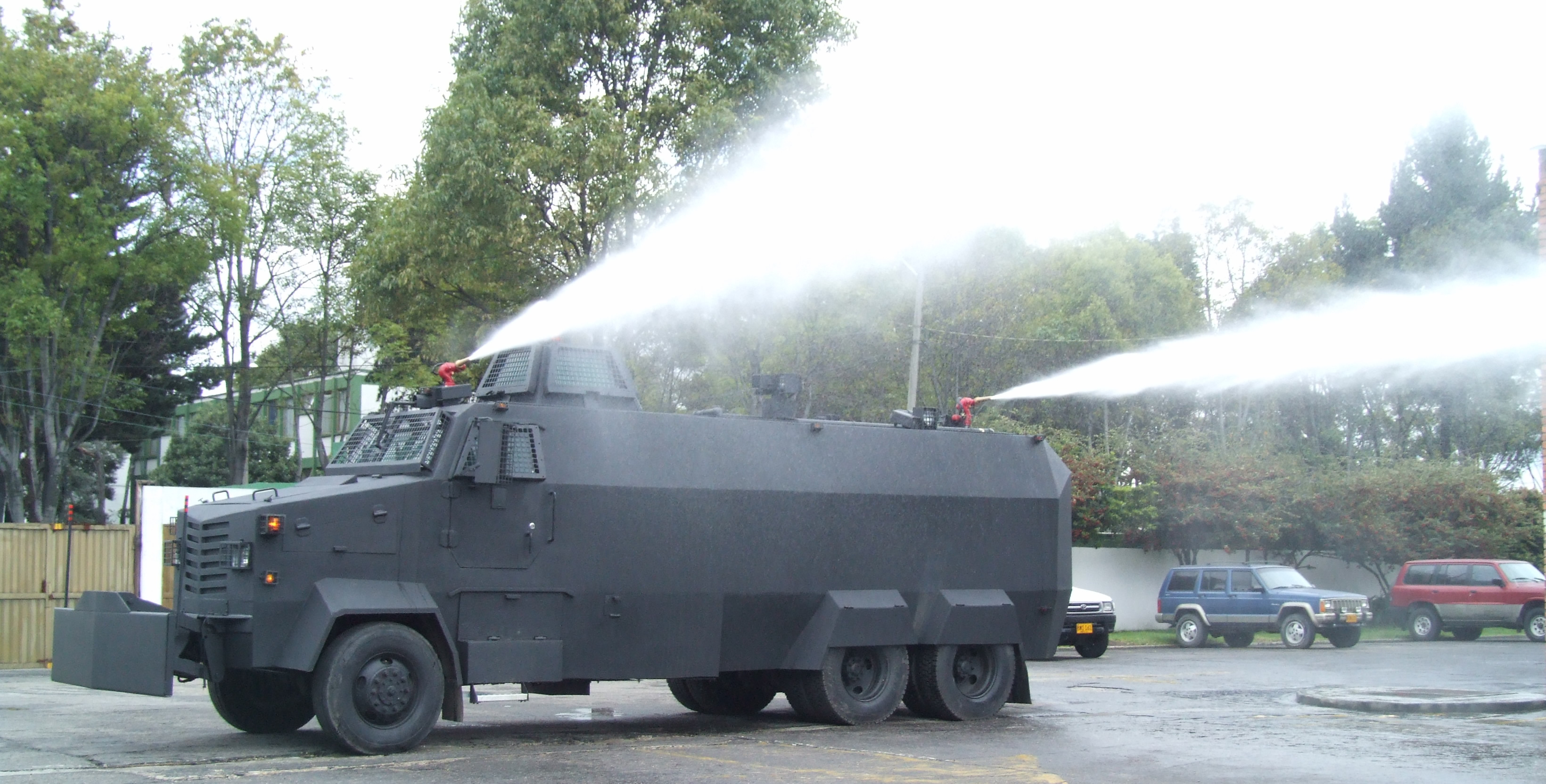